# Ælfflæd (femme d'Édouard l'Ancien)
Pour les articles homonymes, voir Ælfflæd.
Ælfflæd est la deuxième femme du roi des Anglo-Saxons Édouard l'Ancien.

## Biographie
Ælfflæd est la fille d'un ealdorman nommé Æthelhelm. Il s'agit probablement de l'ealdorman du Wiltshire portant ce nom dont la Chronique anglo-saxonne mentionne le décès en 897. Elle se marie avec Édouard l'Ancien vers 900, peu après son accession au trône. Elle n'apparaît que sur une seule charte de son mari, en 901, avec le titre de conjux regis, « conjoint du roi », et n'est jamais appelée reine. Il est peu plausible qu'elle ait été sacrée avec son mari le 8 juin 900.
Édouard et Ælfflæd ont huit enfants, deux fils et six filles :
- Ælfweard (mort en 924), peut-être roi du Wessex en 924 ;
- Edwin (mort en 933) ;
- Æthelhild, religieuse à l'abbaye de Wilton ;
- Eadgifu (morte après 955), épouse de Charles le Simple, roi de Francie occidentale ;
- Eadflæd, religieuse à l'abbaye de Wilton ;
- Eadhild, épouse de Hugues le Grand, duc des Francs ;
- Eadgyth (morte en 946), épouse d'Otton le Grand, roi de Francie orientale ;
- Ælfgifu, épouse d'un « prince des Alpes » non identifié.

Édouard se remarie vers 919 avec Eadgifu. Le sort d'Ælfflæd n'est pas connu avec certitude, mais il semble qu'Édouard l'ait envoyée dans un couvent afin de prendre une nouvelle femme. Elle est inhumée à l'abbaye de Wilton, comme ses deux filles Æthelhild et Eadflæd.

## Postérité
Ælfflæd apparaît dans les Histoires saxonnes de Bernard Cornwell, série de romans historiques se déroulant sous le règne d'Alfred le Grand et de ses successeurs, ainsi que dans la série télévisée The Last Kingdom qui en est adaptée.